# The Rumps
Das Cliff Castle The Rumps liegt auf einer durch vulkanische Aktivitäten entstandenen Landzunge aus Basalt. Die an der Nordküste, nördlich von Polzeath in Cornwall in England gelegene Felsformation ist für Geologen von Interesse.

## Beschreibung

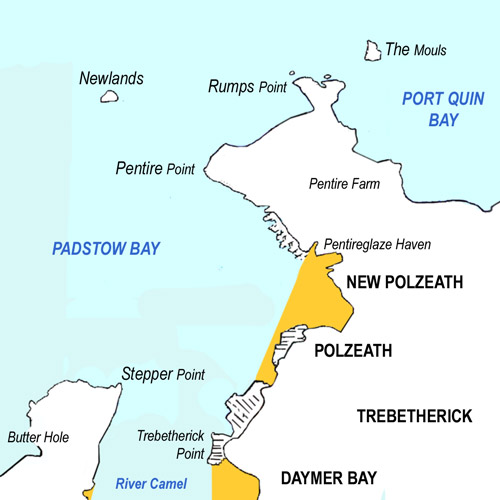
Lageplan

Das Promontory Fort nutzt eine Landenge, die eine gegabelte Landzunge mit dem Festland verbindet. Während der späten Eisenzeit wurde sie mit drei Abschnittswällen versehen. Die aus Schottergestein bestehenden Wälle stellen mindestens zwei Bauphasen dar, die mit dem innersten Wall beginnen. Er nutzt eine natürliche Abbruchkante in den Felsen. Der äußere Wall liegt im Abstand zu den beiden anderen und ist kleiner. Er wurde möglicherweise von einer hölzernen Palisade gekrönt. Der einzige Eingang liegt mehr oder weniger zentral und führt über Holzbrücken, die über Gräben führen. Das komplexe Torhaus wurde aus Holz gebaut und später in Stein mit massiven Holztoren errichtet. 
Fundamente von Rundhütten fanden sich zwischen dem mittleren und inneren Wall und im Inneren. Die bei Ausgrabungen in den 1970er Jahren gefundenen Artefakte zeigen Nutzungsphasen im 2. Jahrhundert v. Chr. und im 1. Jahrhundert n. Chr. Die Keramikfunde bestehen zu einem hohen Anteil aus lokaler späteisenzeitlicher Ware, die aus den Gabbro-Tonen der Lizard-Halbinsel (cornisch Lysardh) hergestellt ist. Eine Reihe von Keramiken einschließlich brünierter und cardonierter Ware sind vertreten, und einige tragen kammartige oder eingestochene Muster. Die Steinartefakte bestehen aus Spinnwirteln, Mahlsteinen und Gewichten. In einem Hüttenkreis wurden auf dem Boden schwache Spuren entdeckt, die als Abdruck eines Gewichtswebstuhles interpretiert werden. Eine blaue Glasperle und eine große Anzahl von Säugetier- und Vogelknochen wurden in der Füllung des inneren Grabens entdeckt. 

## Kontext
Obwohl Cliff Castles für die Verteidigung gebaut erscheinen, ist es wahrscheinlich, dass sie unterschiedliche Funktionen hatten. Die Wälle waren primär Annäherungshindernisse, wie sie anderswo auch als Chevaux de fries bekannt sind. Während es Belege für verschiedene gewerbliche Beschäftigungen innerhalb des Komplexes gibt, belegen die bisherigen begrenzten Ausgrabungen keine detaillierte Interpretation der permanenten, intermittierenden, saisonalen oder sporadischen Nutzung, die mit zeremoniellen oder symbolischen Aktivitäten oder mit weltlichen Dingen verbunden waren. Es scheint, dass Cliff Castles häufig an Orten mit kultureller Bedeutung aus früheren Perioden liegen und mit bronzezeitlichen Grabhügel vergesellschaftet sind, die vielfach ein Merkmal ihrer Innenräume darstellen. 
Rumps Cliff Castle kann über den Küstenweg oder landeinwärts über einen öffentlichen Fußweg von Pentire Farm aus erreicht werden.